# Paisajes rurales españoles

* Paisaje agrario oceánico o atlántico o de la España húmeda (clima oceánico, con todos o casi todos los meses húmedos, e inviernos moderados, que proporciona praderas naturales para la ganadería bovina y permite algunos frutales -manzano-, y al que se adaptaron extraordinariamente dos cultivos procedentes de América -maíz y patata-, mientras que las zonas marginales, de suelos más pobres, se dedicban a usos forestales con especies autóctonas -roble y haya- o a la introducción de especies foráneas de rápido crecimiento -eucalipto desde el siglo XIX-, el castaño, mucho más compatible, parece haberse introducido en la Edad Antigua).

* Paisaje agrario del interior peninsular (clima mediterráneo continentalizado, con sequía veraniega e inviernos fríos, a lo que se adapta en secano la trilogía mediterránea de trigo, vid y olivo -el olivo no prospera en la Meseta norte- y la ganadería ovina -en zonas de dehesa, usos mixtos con porcina, y la peculiar ganadería brava-, y en zonas de regadío permite huertas y cultivos industriales -remolacha azucarera, tabaco-; la repoblación forestal del siglo XX se hizo fundamentalmente con coníferas en perjuicio de las especies climácicas -encina, alcornoque-).

* Paisaje agrario mediterráneo (clima mediterráneo costero, con sequía veraniega e inviernos suaves, que con irrigación -incluso en las zonas de clima mediterráneo seco o clima semiárido- permiten el cultivo de cítricos y huertas, incluso zonas de cultivos tropicales y arrozales).

* Paisaje agrario de montaña (clima de montaña, con inviernos muy fríos, que permitía apenas explotaciones agropecuarias marginales y usos forestales).

* Paisaje agrario de Canarias (clima de Canarias, de suaves temperaturas y escasas precipitaciones, muy dependiente de la orografía, que permite el cultivo del plátano, el tomate y productos de primor -además de un peculiar viñedo, al que no llegó la filoxera-, y ganadería caprina en zonas marginales).

La dispersión o concentración del hábitat y de la propiedad (minifundio/latifundio) se disponen ambas en un gradiente norte/sur.

Las transformaciones recientes han modificado los usos tradicionales y las estructuras agrarias en todas estas zonas, alterando los paisajes agrarios en mayor o menor medida.

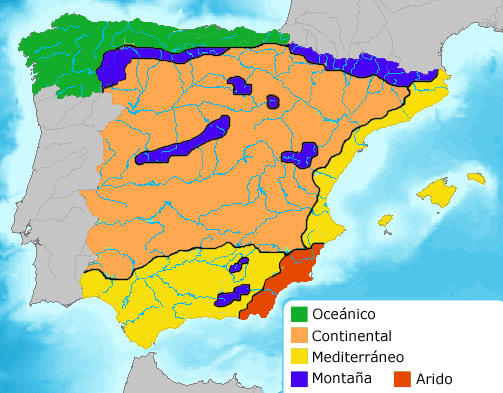
A grandes rasgos, los paisajes agrarios tradicionales españoles se corresponden con los grandes dominios climáticos:
- Paisaje agrario oceánico o atlántico o de la España húmeda (clima oceánico, con todos o casi todos los meses húmedos, e inviernos moderados, que proporciona praderas naturales para la ganadería bovina y permite algunos frutales -manzano-, y al que se adaptaron extraordinariamente dos cultivos procedentes de América -maíz y patata-, mientras que las zonas marginales, de suelos más pobres, se dedicban a usos forestales con especies autóctonas -roble y haya- o a la introducción de especies foráneas de rápido crecimiento -eucalipto desde el siglo XIX-, el castaño, mucho más compatible, parece haberse introducido en la Edad Antigua).
- Paisaje agrario del interior peninsular (clima mediterráneo continentalizado, con sequía veraniega e inviernos fríos, a lo que se adapta en secano la trilogía mediterránea de trigo, vid y olivo -el olivo no prospera en la Meseta norte- y la ganadería ovina -en zonas de dehesa, usos mixtos con porcina, y la peculiar ganadería brava-, y en zonas de regadío permite huertas y cultivos industriales -remolacha azucarera, tabaco-; la repoblación forestal del siglo XX se hizo fundamentalmente con coníferas en perjuicio de las especies climácicas -encina, alcornoque-).
- Paisaje agrario mediterráneo (clima mediterráneo costero, con sequía veraniega e inviernos suaves, que con irrigación -incluso en las zonas de clima mediterráneo seco o clima semiárido- permiten el cultivo de cítricos y huertas, incluso zonas de cultivos tropicales y arrozales).
- Paisaje agrario de montaña (clima de montaña, con inviernos muy fríos, que permitía apenas explotaciones agropecuarias marginales y usos forestales).
- Paisaje agrario de Canarias (clima de Canarias, de suaves temperaturas y escasas precipitaciones, muy dependiente de la orografía, que permite el cultivo del plátano, el tomate y productos de primor -además de un peculiar viñedo, al que no llegó la filoxera-, y ganadería caprina en zonas marginales).
La dispersión o concentración del hábitat y de la propiedad (minifundio/latifundio) se disponen ambas en un gradiente norte/sur.
Las transformaciones recientes han modificado los usos tradicionales y las estructuras agrarias en todas estas zonas, alterando los paisajes agrarios en mayor o menor medida.

La diversidad de los paisajes rurales, agropecuarios o agrarios españoles, y de sus características viviendas y equipamientos rurales, es tan grande como la diversidad de su medio físico y de su ocupación humana. Su estudio es la base de la geografía rural de España y uno de los componentes básicos de su geografía regional. Desde finales del siglo XIX, el institucionismo, el regeneracionismo y la generación del 98 buscó en el "paisaje y paisanaje" del medio rural español la esencia de lo español o ser de España.
Las estructuras agrarias tradicionales se conformaron con muy distintas características en cada zona de España (por ejemplo: latifundio al sur, minifundio al norte) al superponerse a los condicionantes físicos (por ejemplo: la elevada altitud media y compartimentación montañosa -determinan una gran superficie forestal y menores rendimientos-, el marcado gradiente de pluviosidad-aridez noroeste-sureste) causas antropológicas y jurídicas (por ejemplo: diferentes modos de reparto de herencias), y una lenta evolución histórica que tuvo como hitos los procesos de repoblación medievales y las desamortizaciones del siglo XIX. Los planteamientos de reforma agraria del primer bienio de la Segunda República se frustraron en el segundo bienio y en la guerra civil española.
La más profunda transformación de la vida rural tradicional se produjo a partir de los años 1950, comparativamente mucho más tarde que en otros países desarrollados. Se incrementó la irrigación, disminuyó el barbecho, se produjo una acelerada mecanización y en muchas zonas la concentración parcelaria. Grandes contingentes de población activa agraria dejaron de tener posibilidades de empleo en el campo, produciéndose masivos desplazamientos de población que llevaron al despoblamiento y envejecimiento de amplias zonas rurales del interior y el noroeste (las del sur, también muy afectadas por la emigración, mantuvieron un dinamismo demográfico muy superior).
La entrada en la Comunidad Económica Europea (1986) supuso la aplicación de la Política Agraria Común (PAC), con modificaciones esenciales en muchos sectores y zonas, fomentados unos por subvenciones, limitados otros por cuotas (la pesca o la ganadería vacuna tradicional), demandándose en algunos casos una vuelta a producciones extensivas, y en otros la especialización en productos con denominación de origen o de agricultura biológica.
Las imágenes de paisajes rurales españoles de esta galería se ordenan geográficamente de norte a sur y oeste a este.

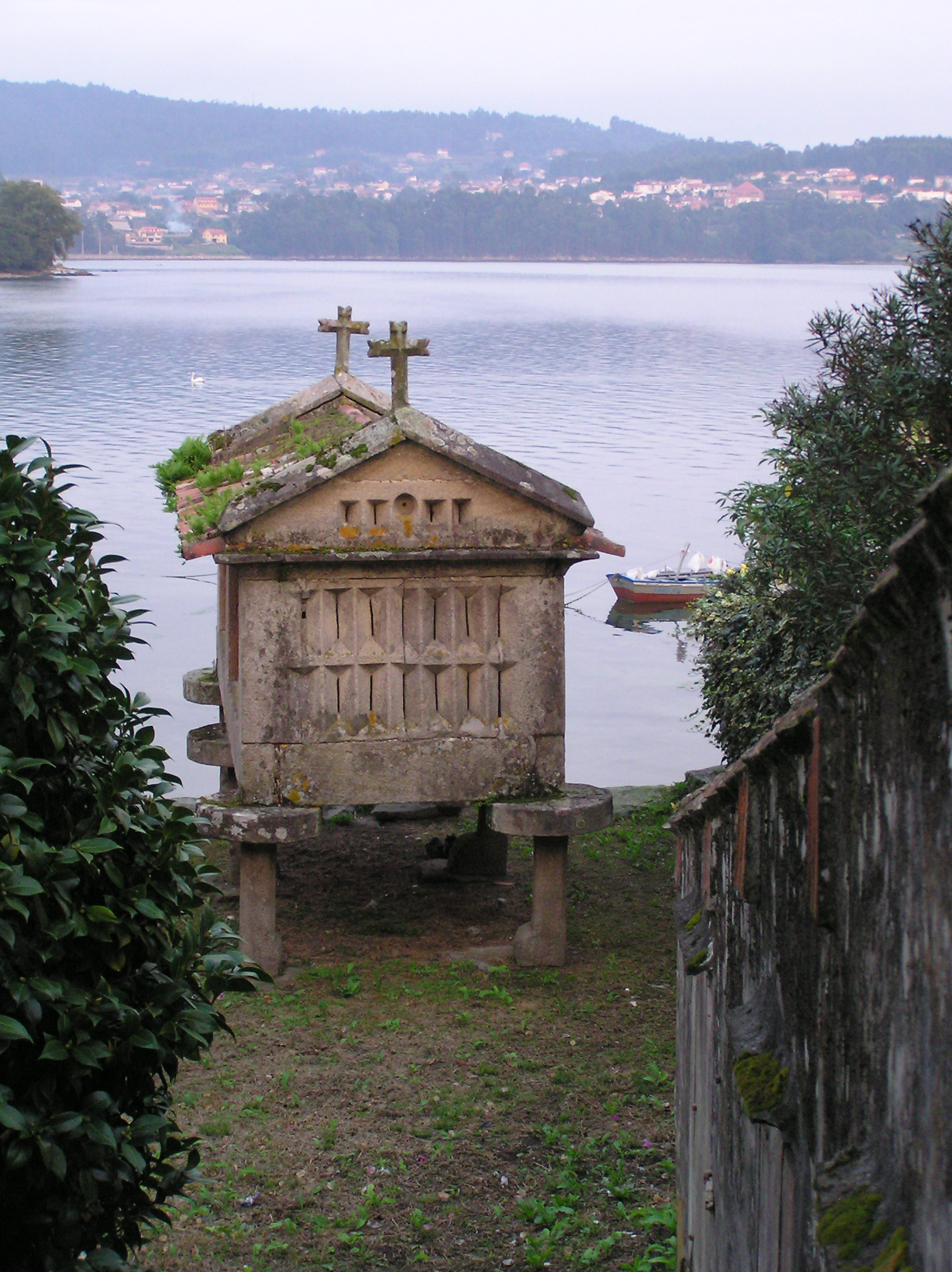
Hórreo en las rías gallegas.
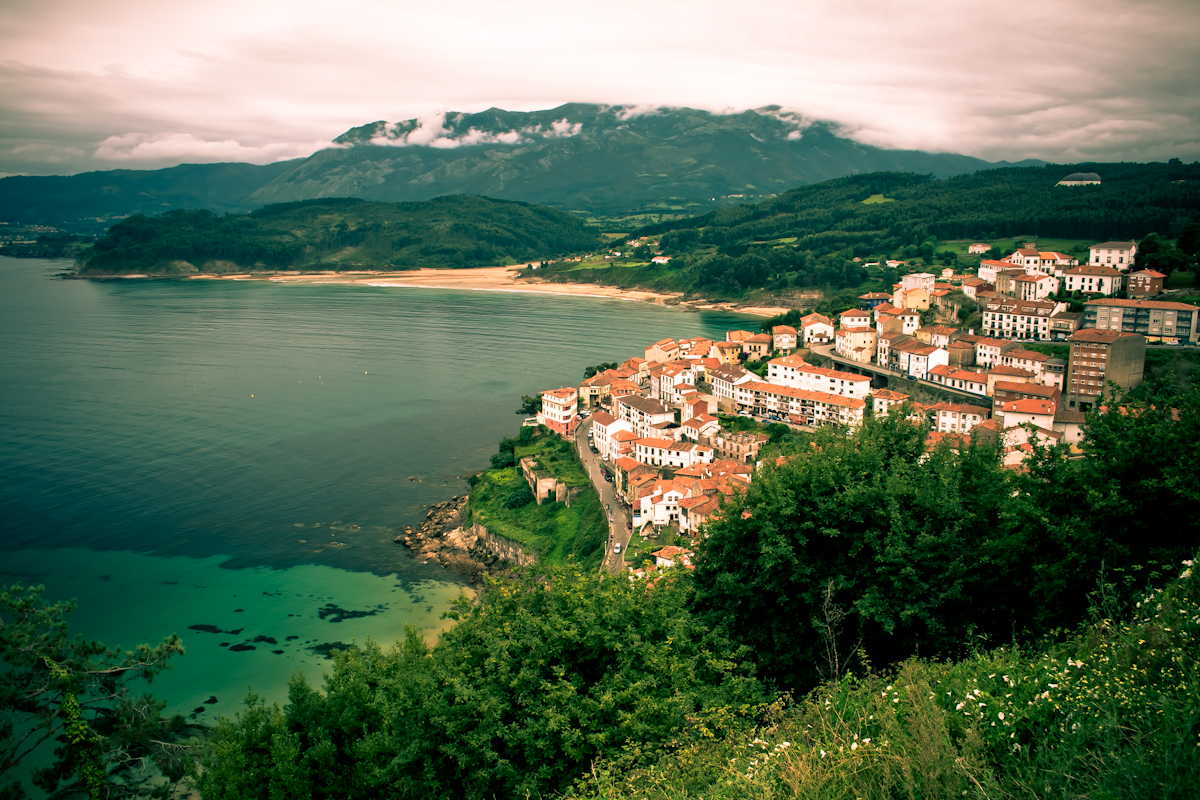
Paisaje con usos pesqueros, forestales, ganaderos, agrícolas y turísticos en Lastres (Asturias).
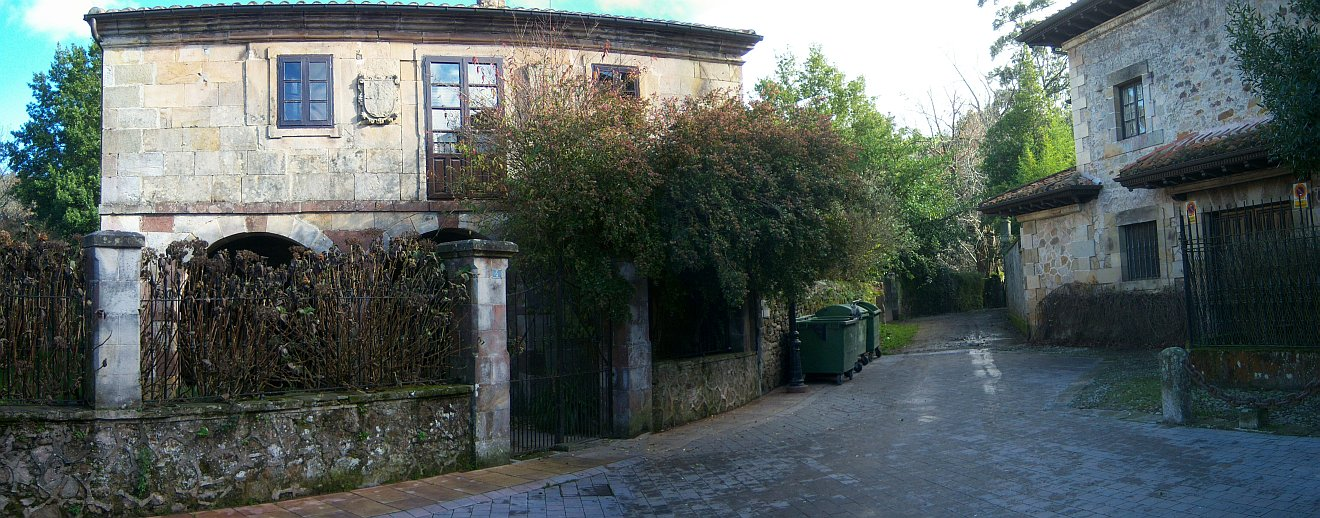
Casona montañesa.
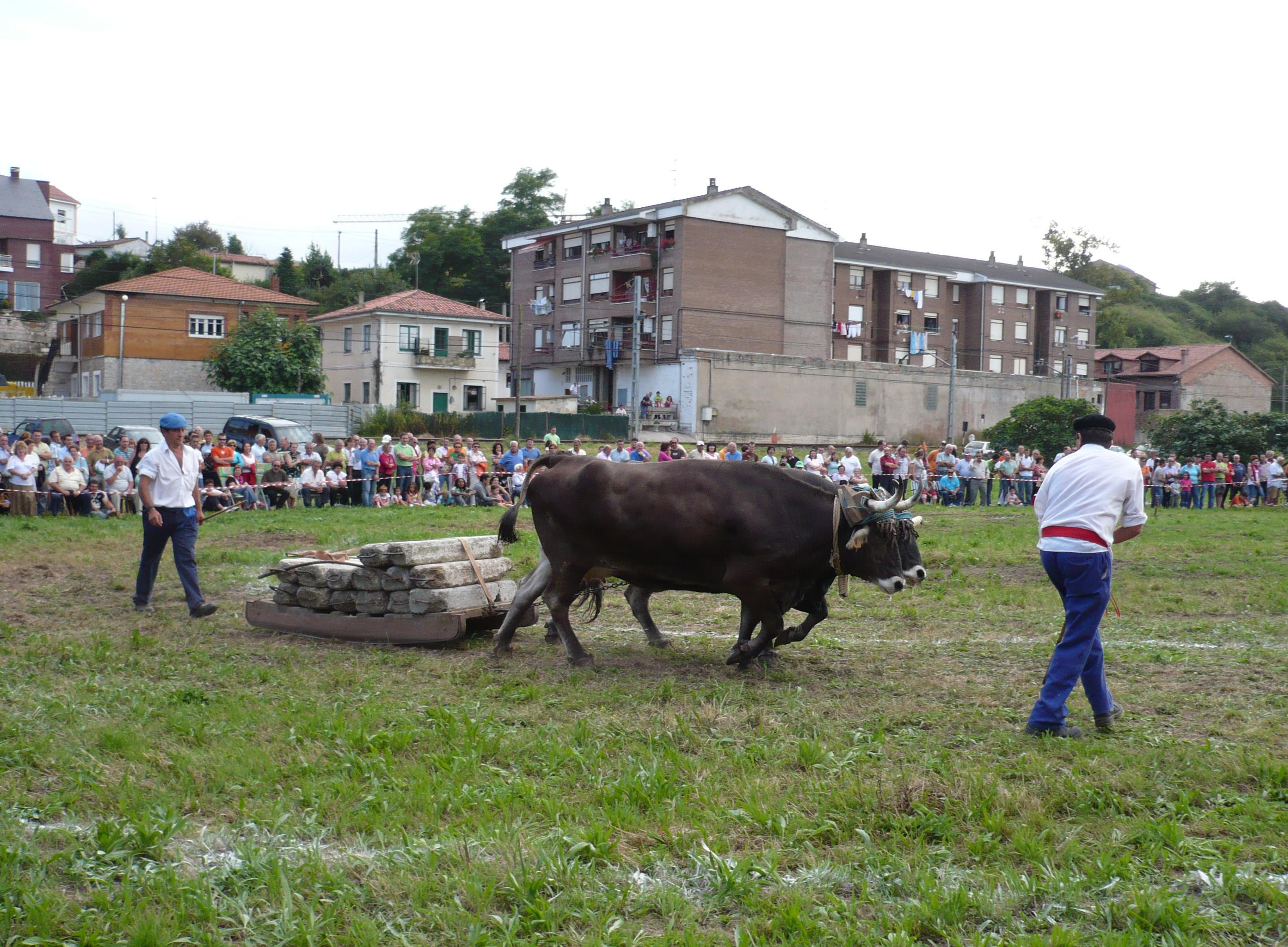
Arrastre de narras por vacas tudancas, un deporte rural de Cantabria.
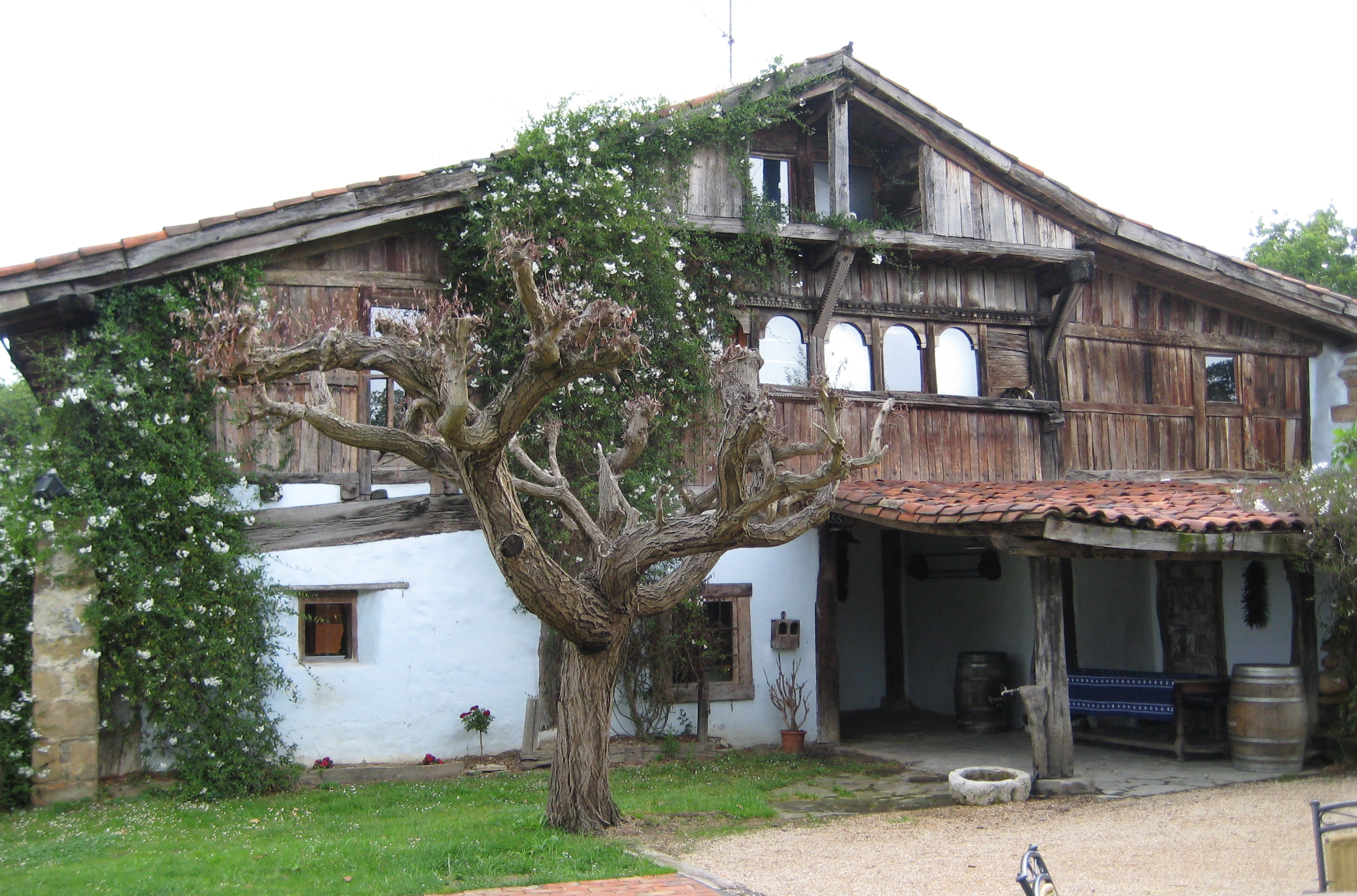
Caserío vasco.
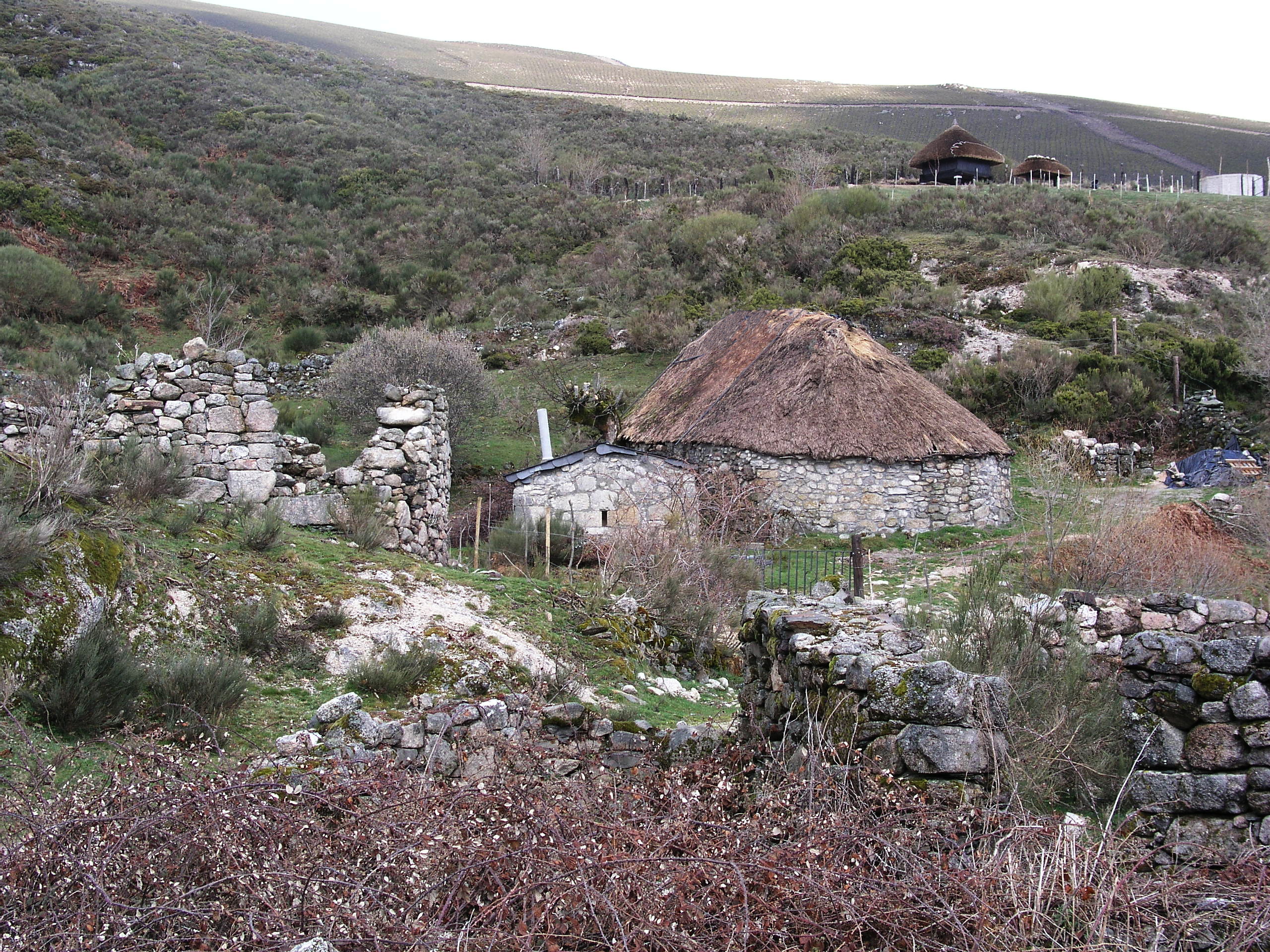
Pallozas en El Bierzo.
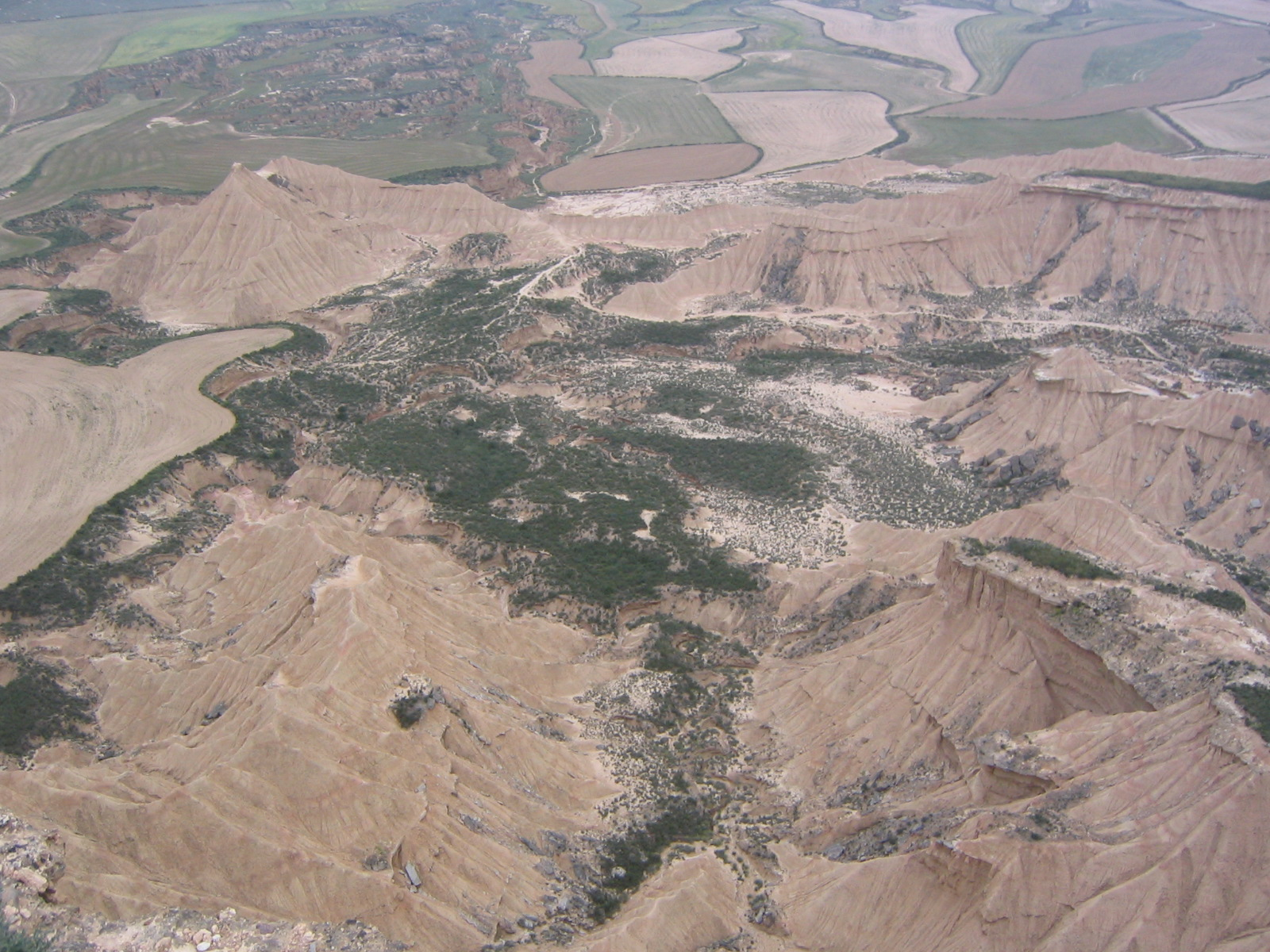
Cultivos y zonas desertizadas, sometidas a fuertes procesos de erosión, en Bardenas Reales (Navarra).
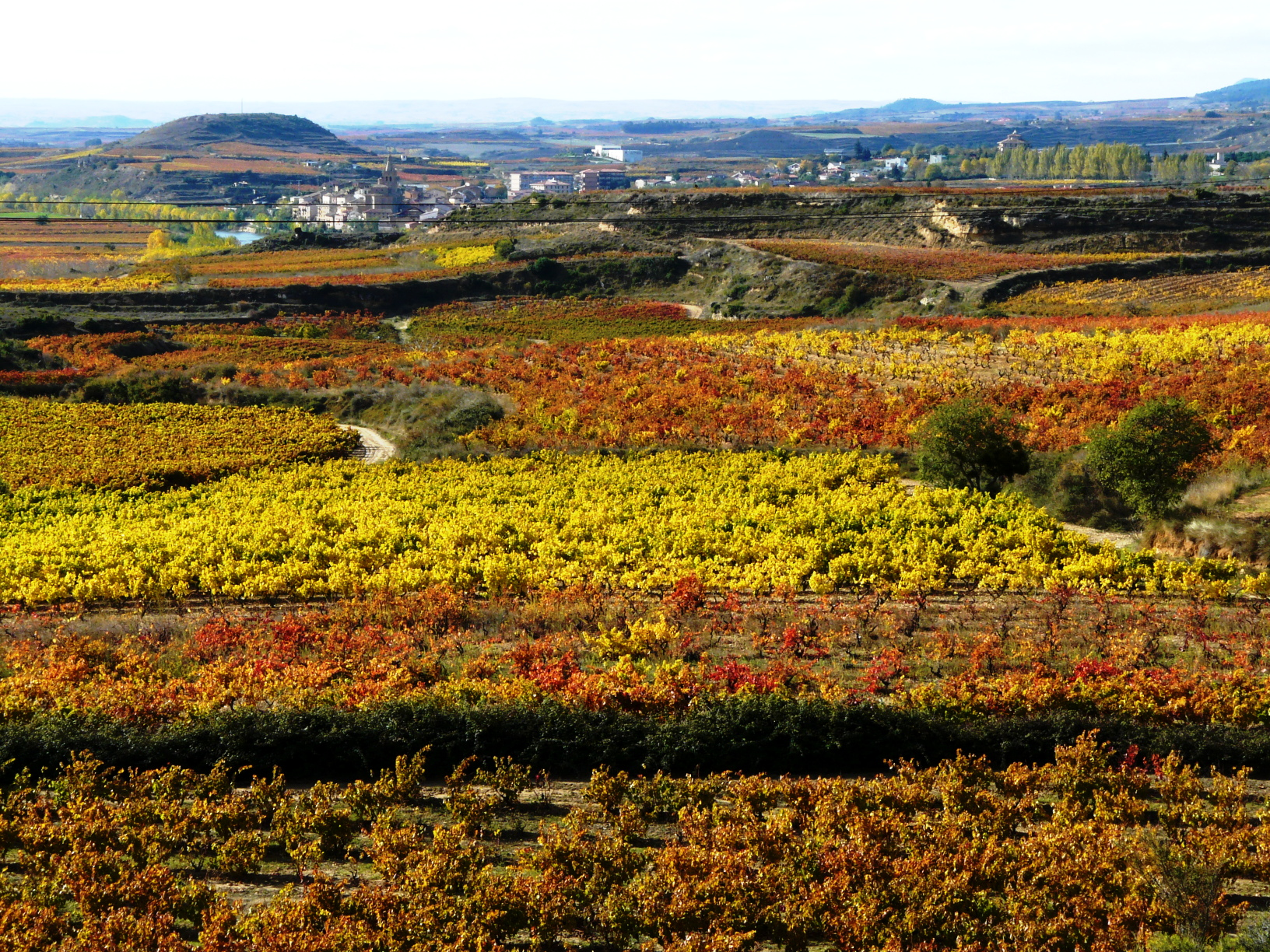
Viñedos en La Rioja.
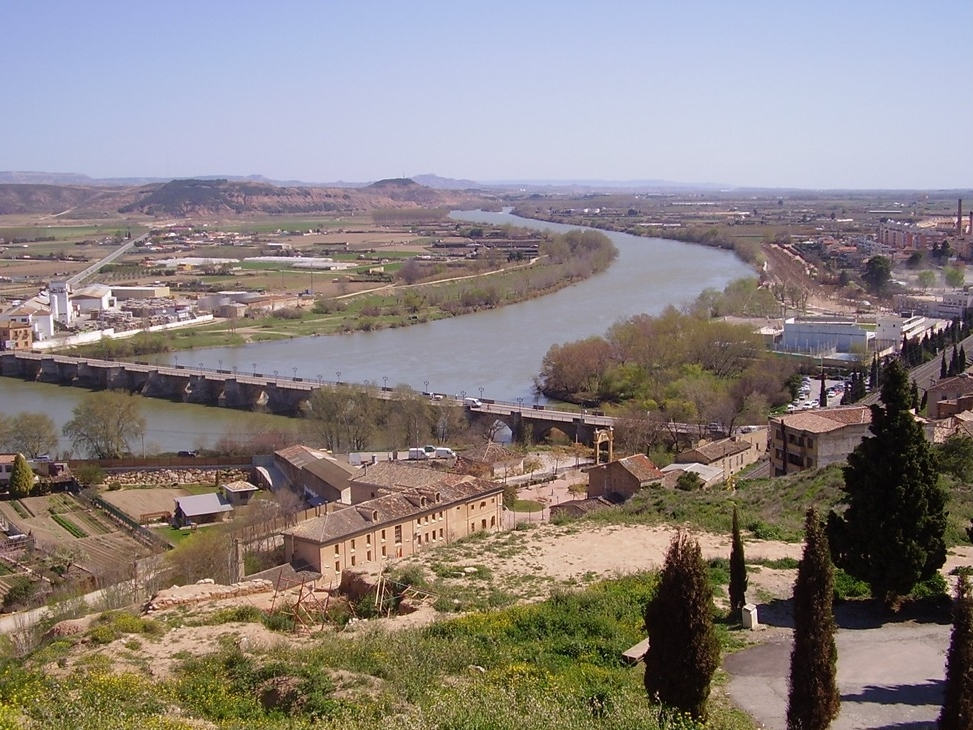
Riberas del Ebro en torno a Tudela.
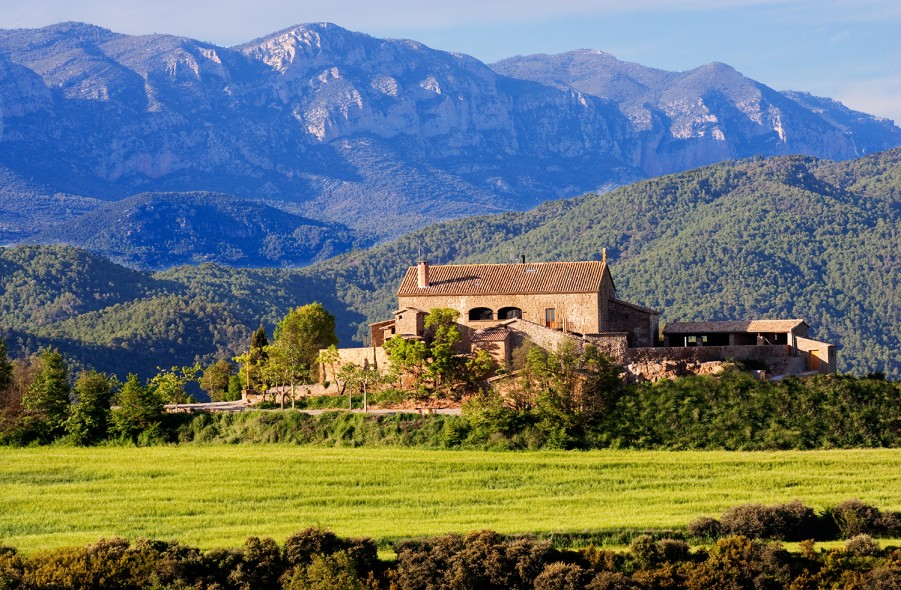
Masía en el campo catalán.
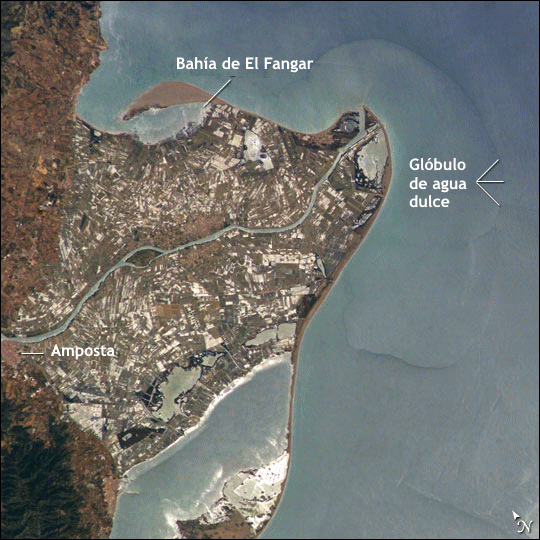
Foto desde el espacio del delta del Ebro, donde se observa la parcelación de los arrozales.
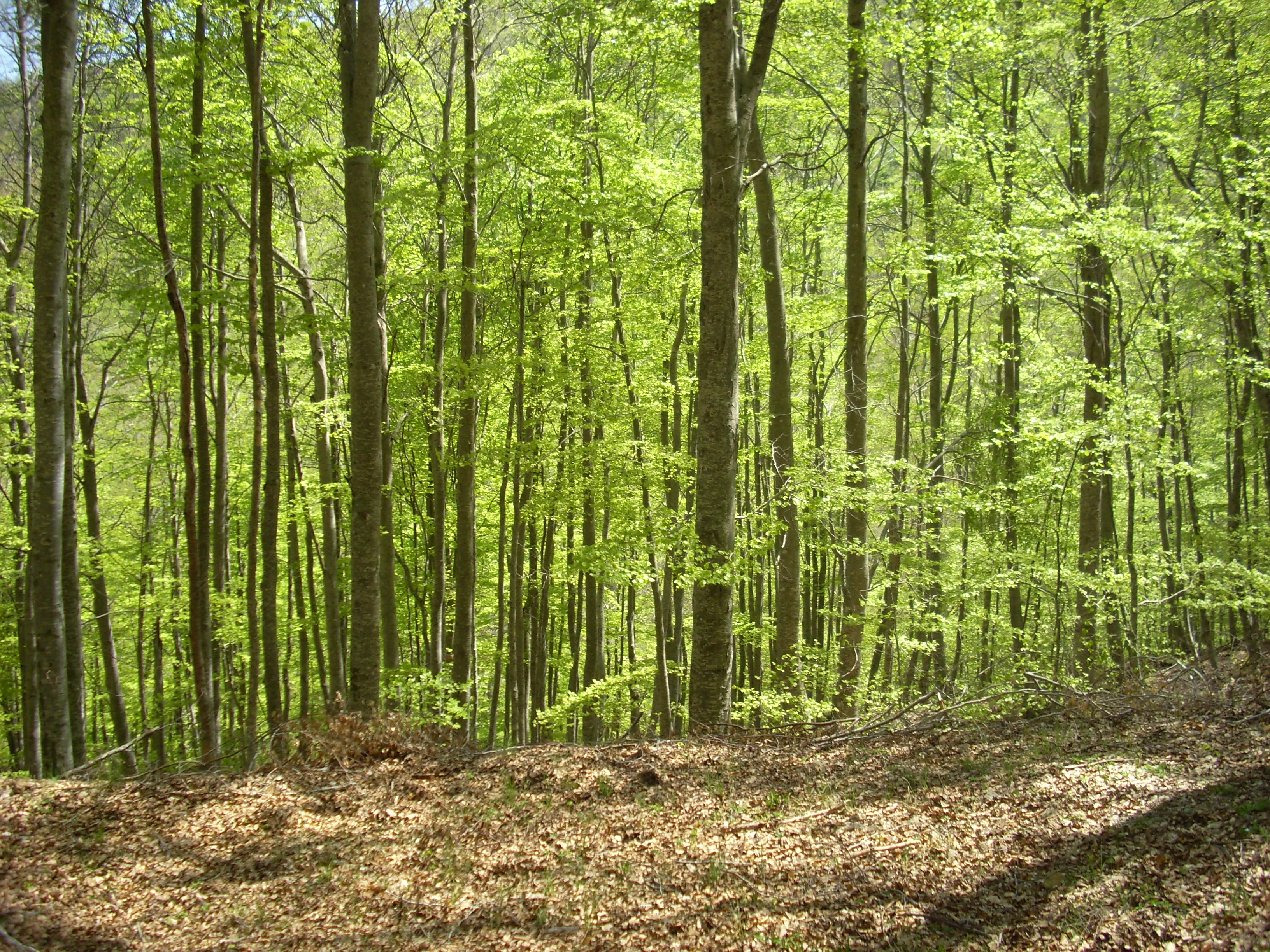
Hayedo en Soria.
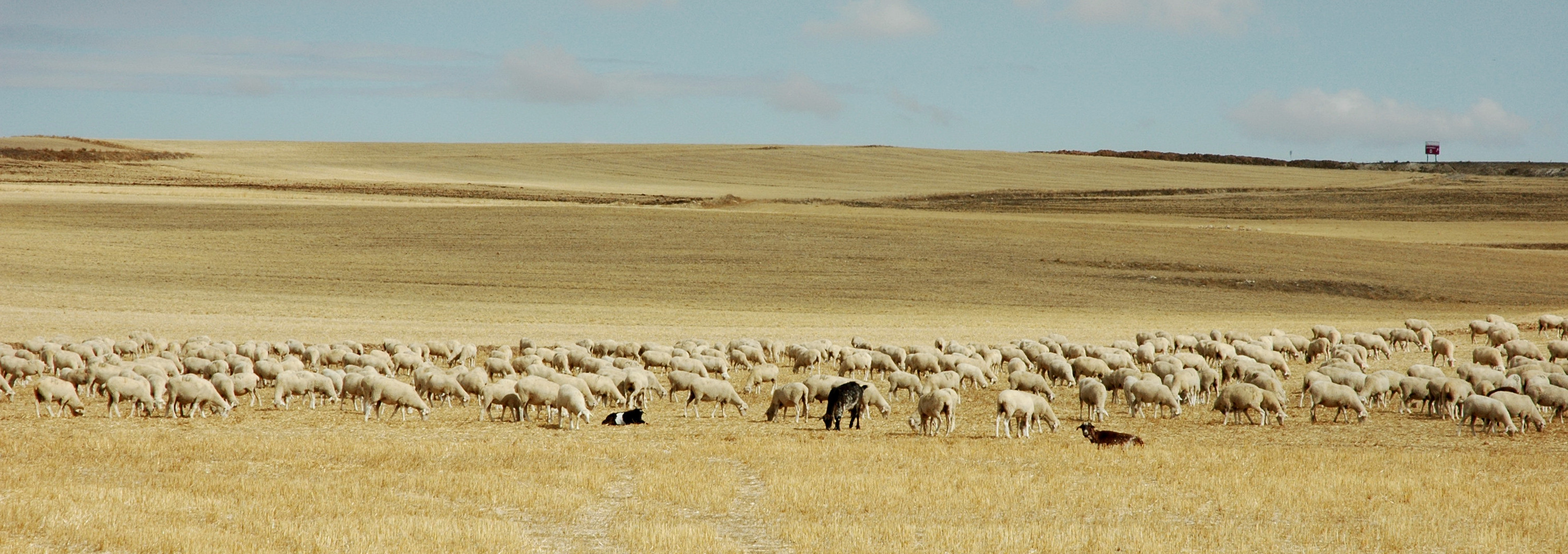
Rebaño de ovejas aprovechando el rastrojo en la estepa cerealista de campos abiertos de la meseta castellana.
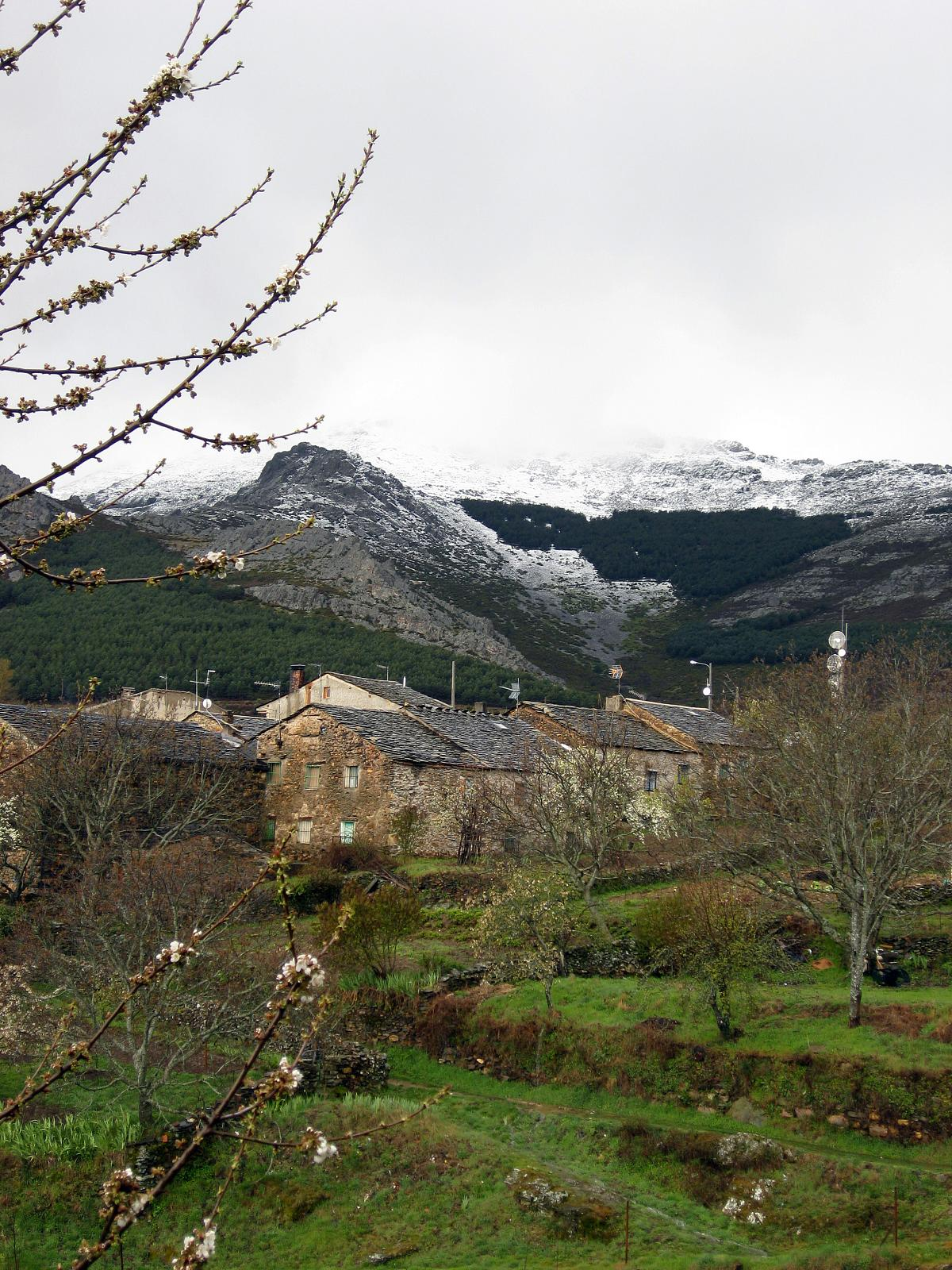
Valverde de los Arroyos (zona de Guadalajara de "arquitectura negra", por el uso de pizarra).
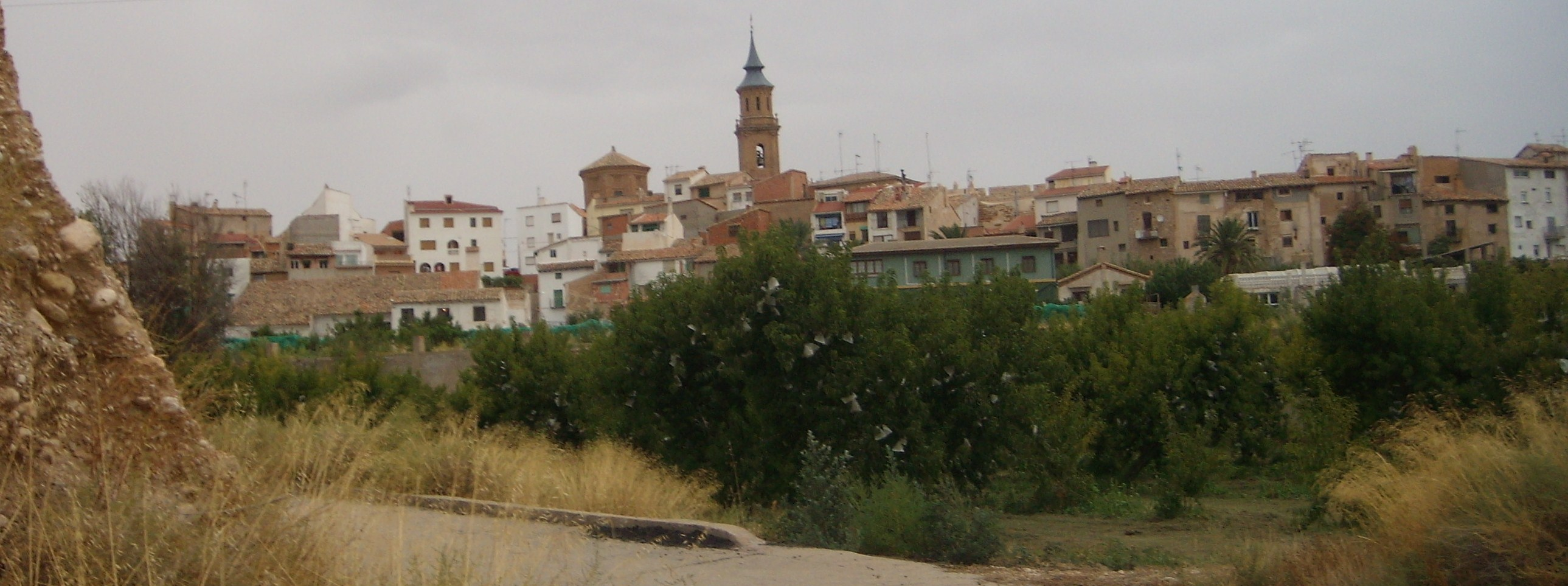
Melocotoneros (las frutas aparecen embolsadas) en torno a Calanda (Teruel).
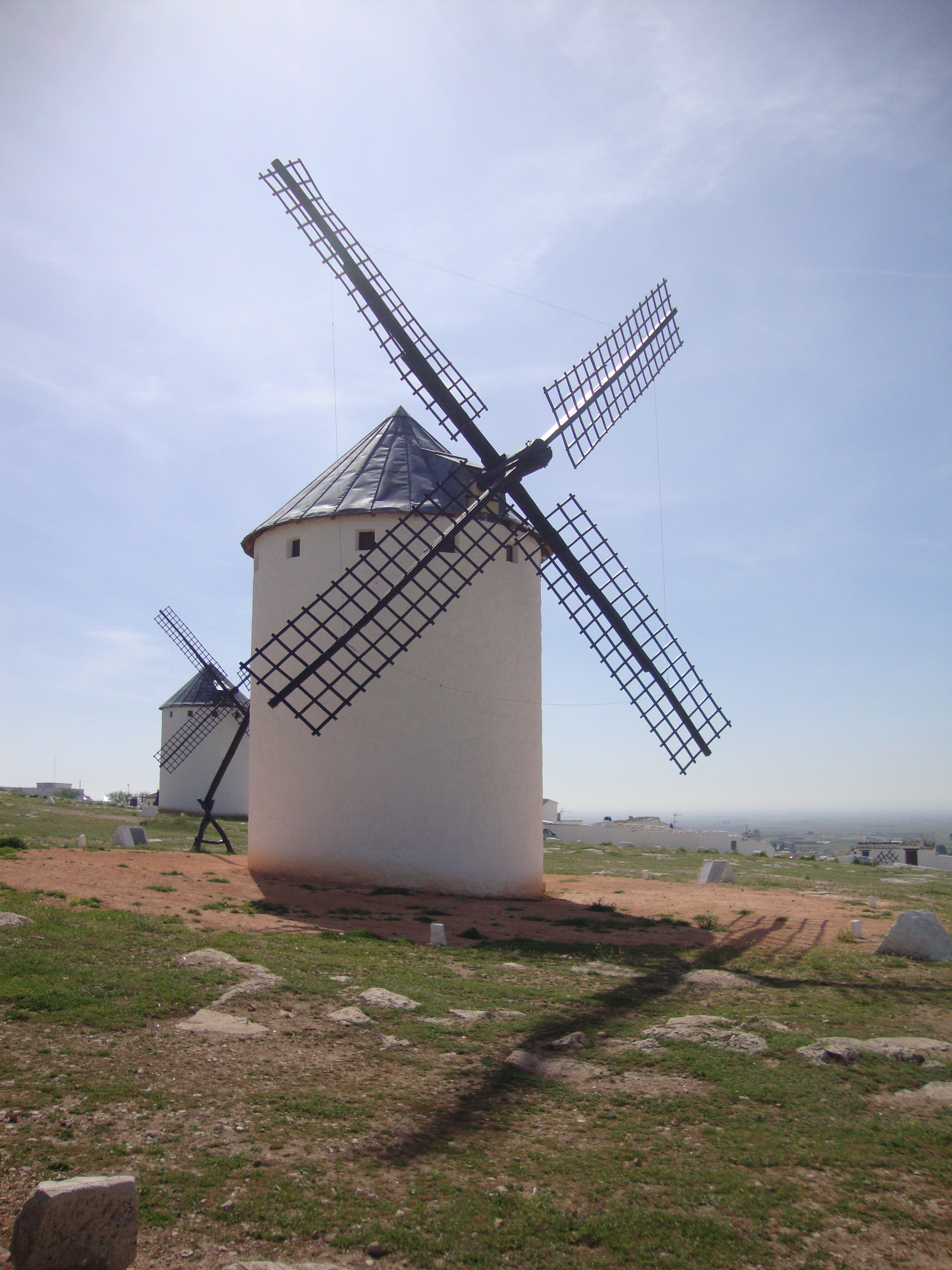
Molinos de viento en La Mancha.
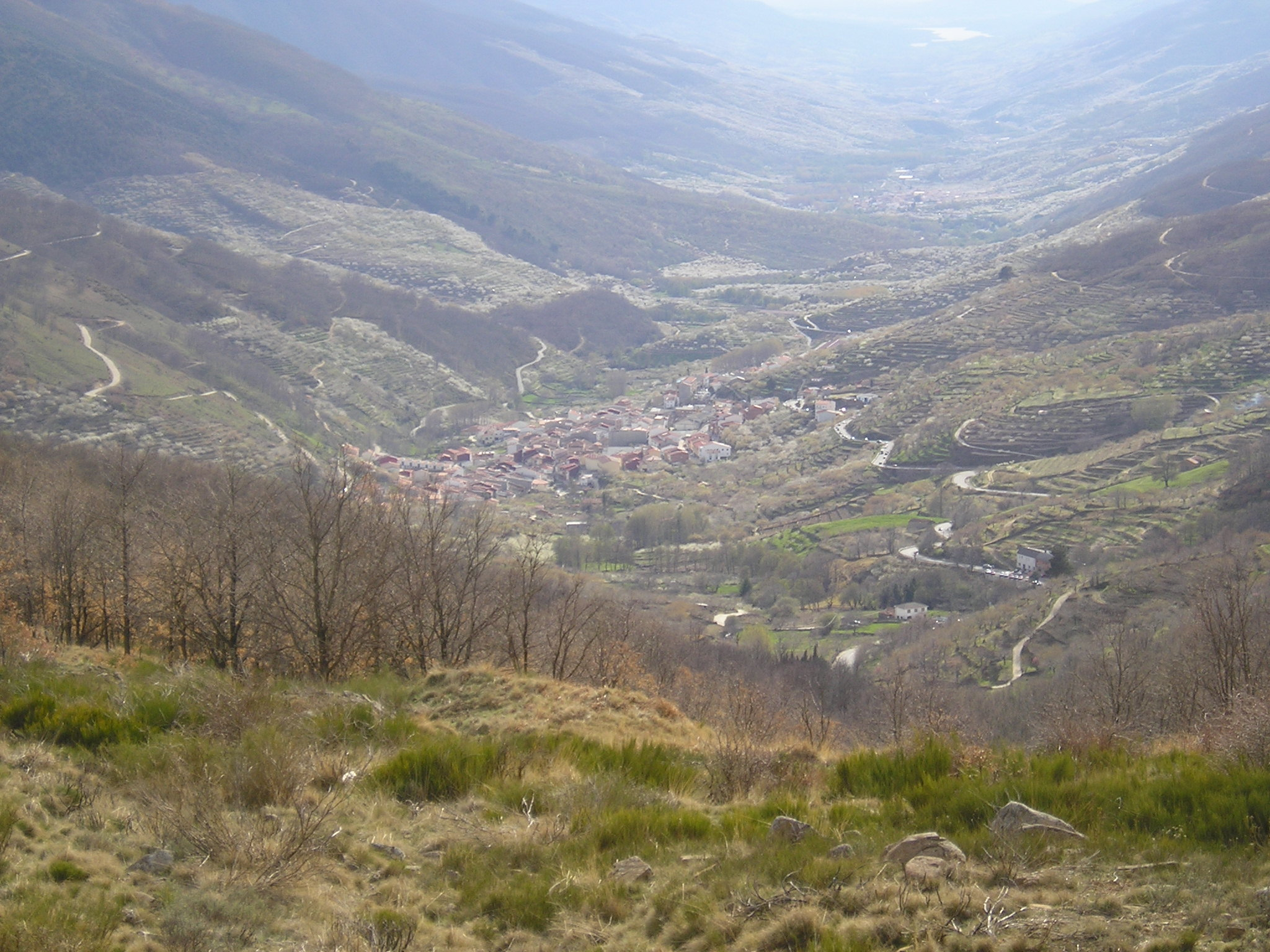
Laderas con bancales para los cerezos y núcleos de población en el fondo del Valle del Jerte (Extremadura).
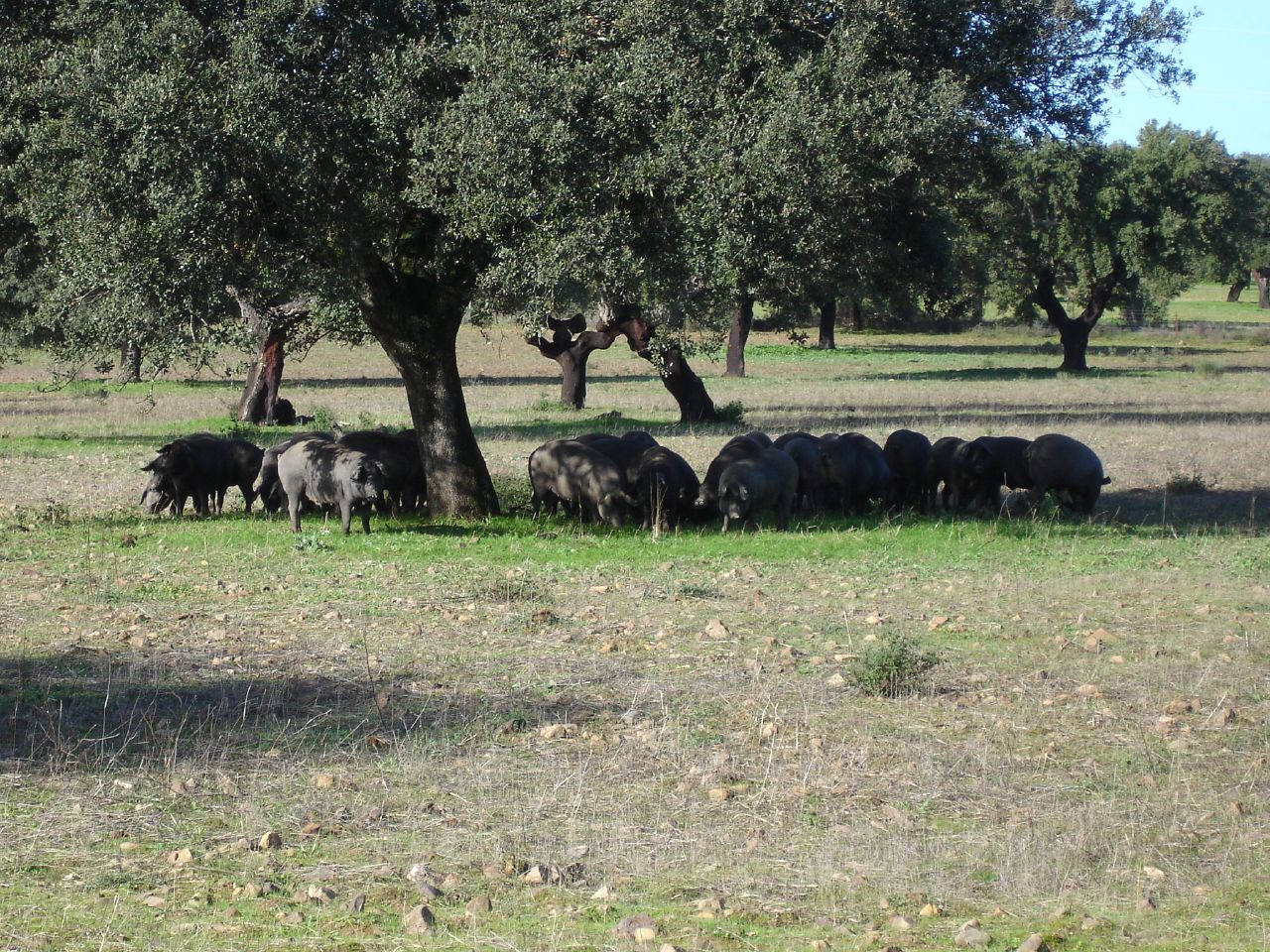
Piara de cerdos ibéricos en una dehesa de Extremadura.
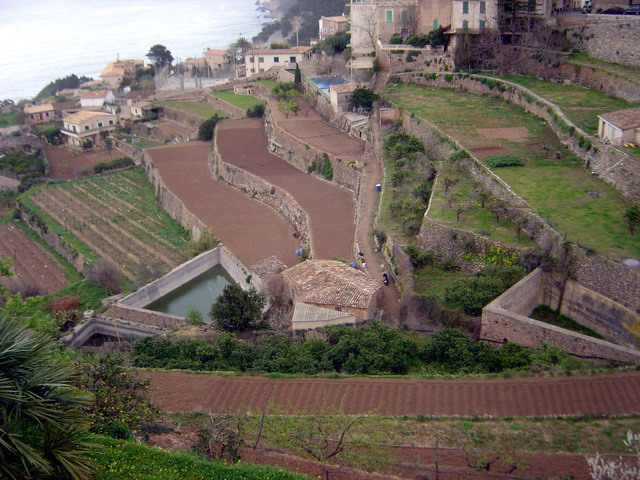
Marjadas (bancales) en Mallorca.
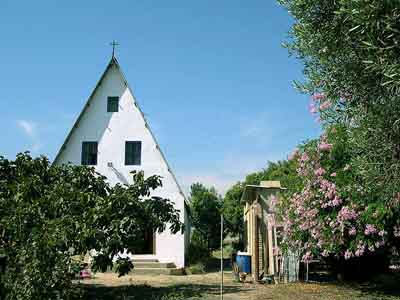
Barraca en la huerta valenciana.
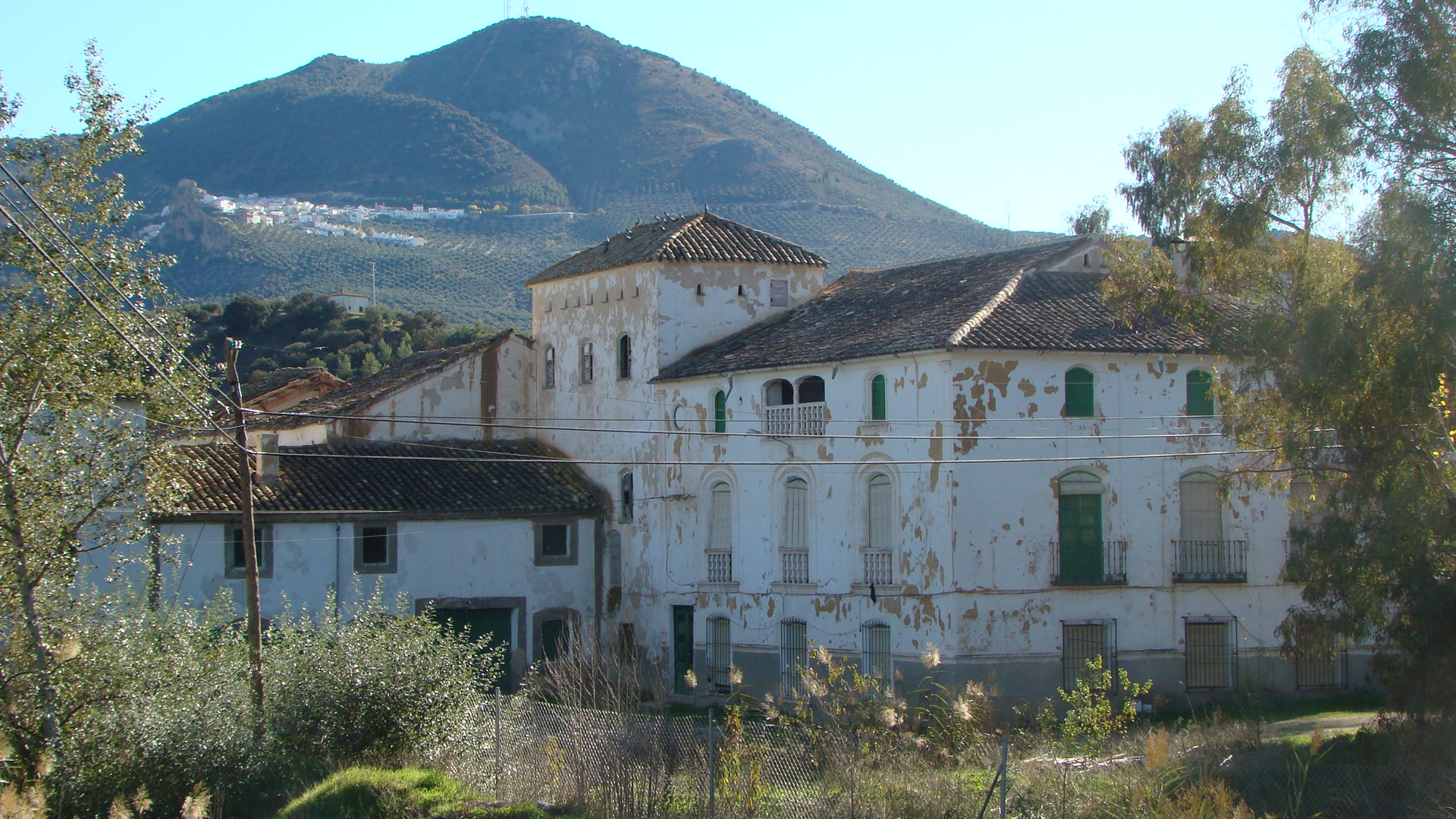
En primer plano, un cortijo, al fondo, ladera cubierta de olivares y el núcleo de población de Solera (Jaén).
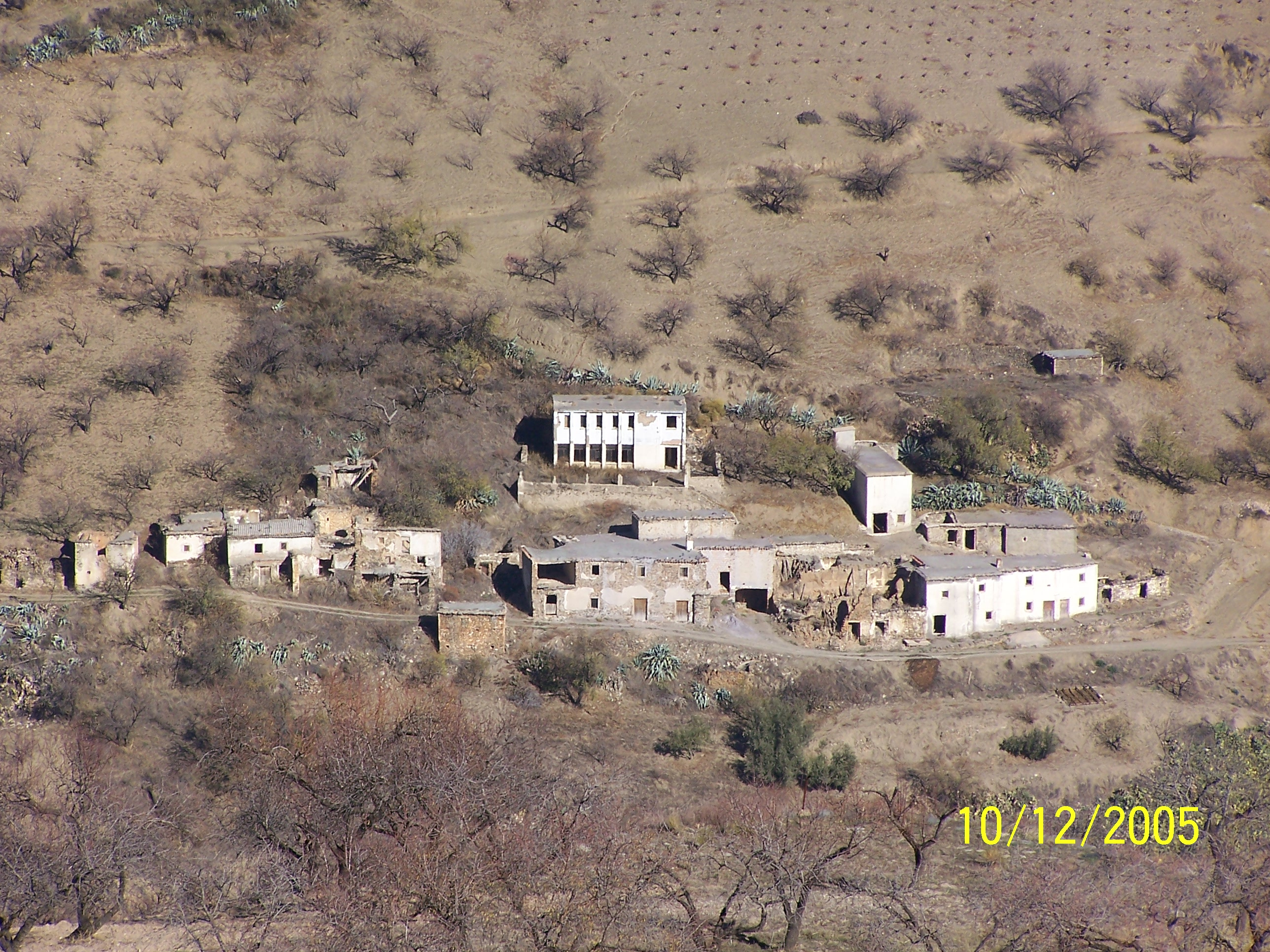
Cortijada en la Alpujarra granadina.
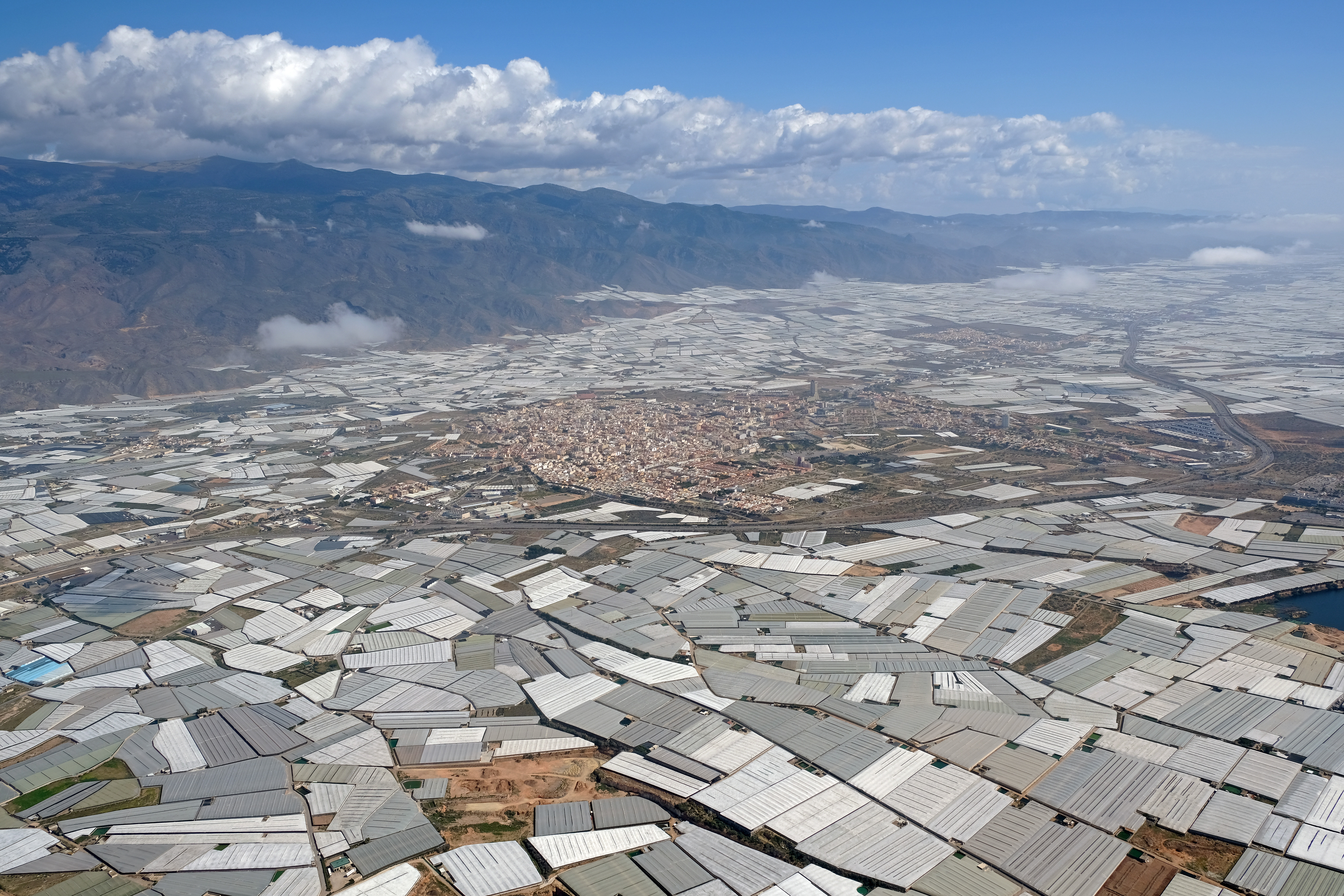
Cultivos bajo plástico en Campo de Dalías.
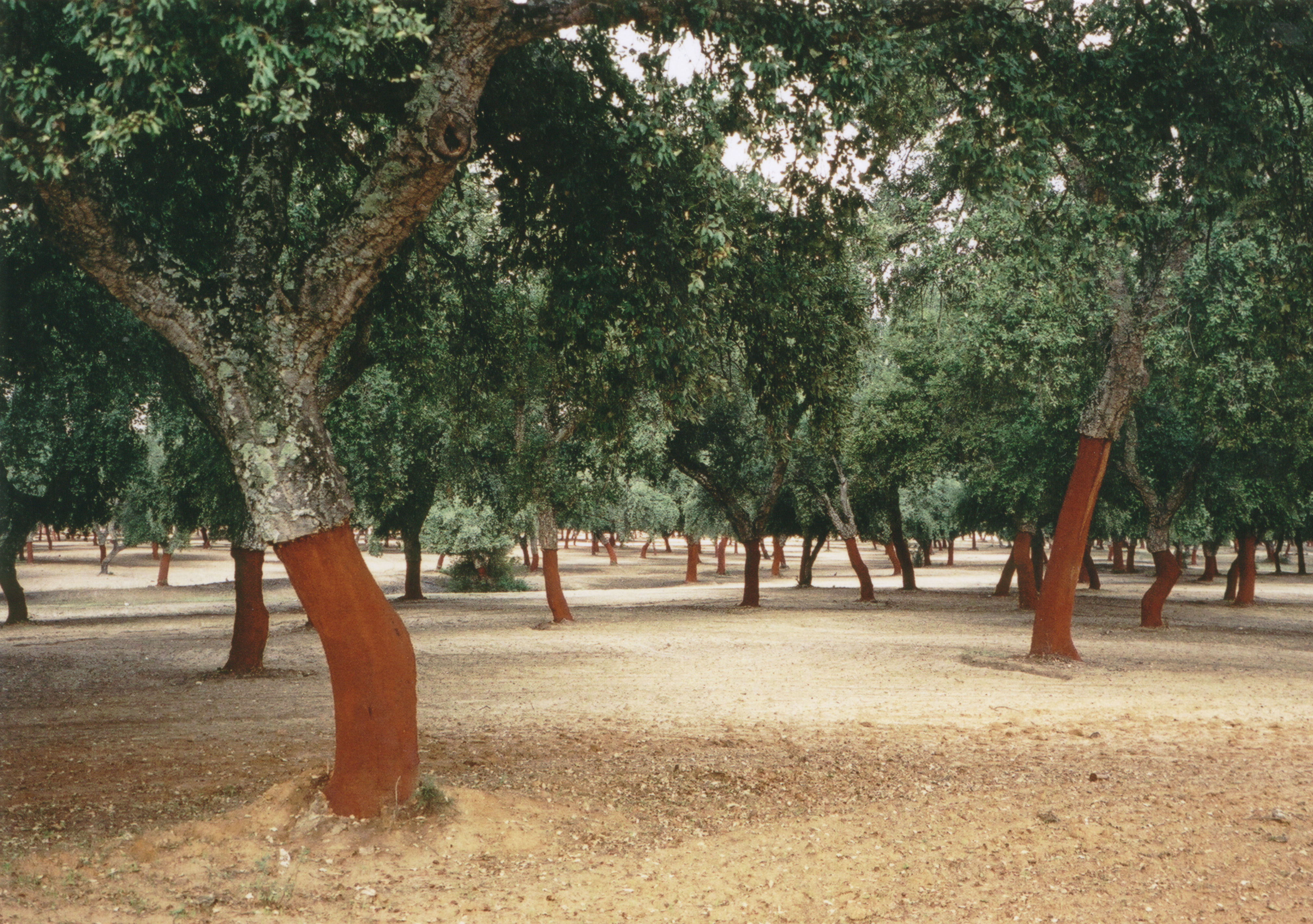
Alcornocal explotado para la obtención de corcho en Arcos de la Frontera.
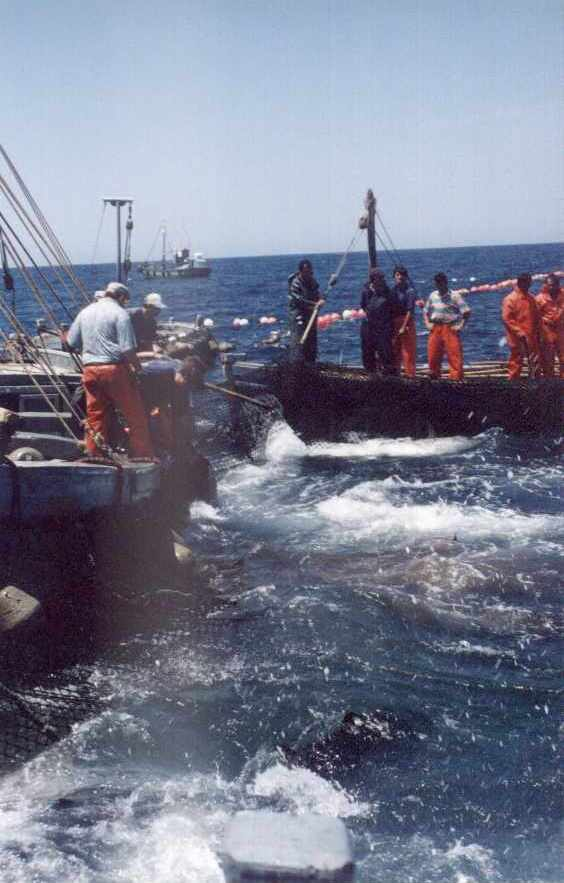
Pesca artesanal tradicional del atún con almadraba en Barbate.
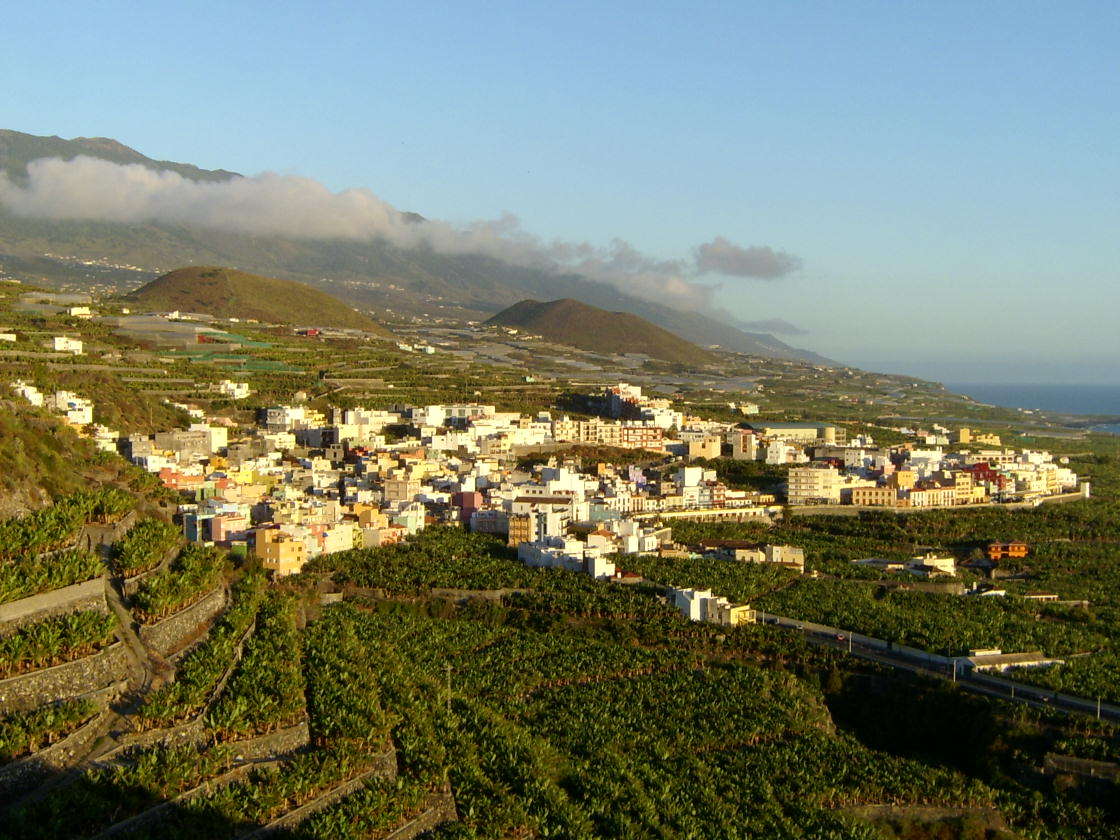
Cultivo de plátanos en torno a Tazacorte (Isla de la Palma).